# Mitrophyllum clivorum
Mitrophyllum clivorum är en isörtsväxtart som först beskrevs av Nicholas Edward Brown, och fick sitt nu gällande namn av Schwant. Mitrophyllum clivorum ingår i släktet Mitrophyllum och familjen isörtsväxter. Inga underarter finns listade i Catalogue of Life.

## Bildgalleri

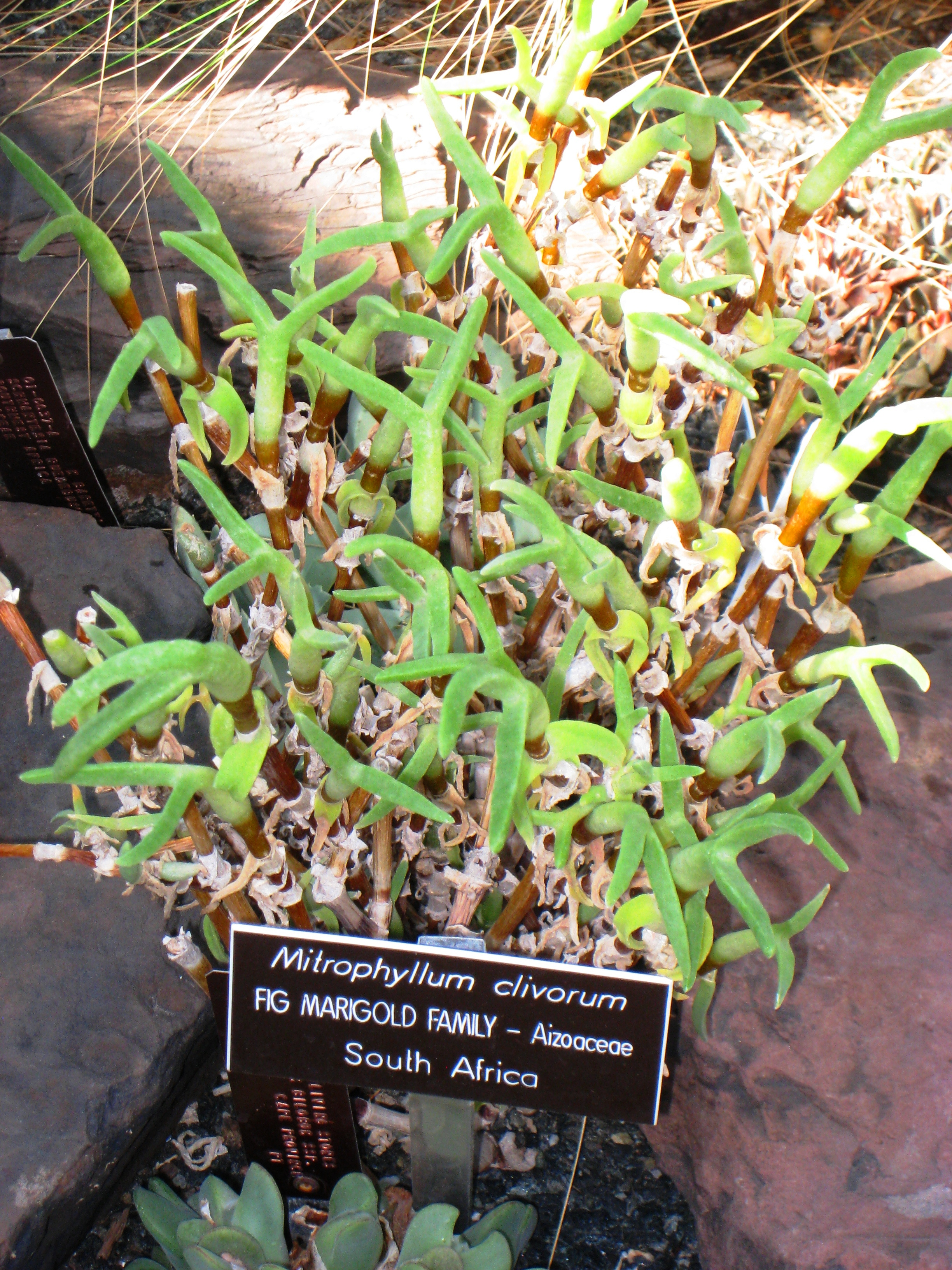